# L.I.V.E. Donauinsel
L.I.V.E. Donauinsel (Anniversary Edition: Donauinsel Live) ist eine posthume Live-Album-Veröffentlichung des österreichischen Musikers Falco. Sie ist eine Aufnahme des 1993 stattgefundenen Konzertes auf dem Donauinselfest und sowohl auf CD als auch auf DVD erschienen.
Die Originalveröffentlichung auf DVD enthält einige Ausschnitte eines Konzertes in der Wiener Stadthalle. Dem Re-Release zum 25. Donauinselfest sind eine Dokumentation über die Tour 1993/94 und ein Gedenk-Auftritt für Falco als Bonusmaterial beigelegt.

## Hintergrund
Nachdem das Album Nachtflug 1992 sich mit der Spitzenplatzierung in den österreichischen Charts als kommerzieller Erfolg herausstellte, ging Falco mit seiner Band 1993 auf Nachtflug-Tour. Diese sollte allerdings nach seiner eigenen Aussage nicht als Promotion gewertet werden.

„Die Platte ist bei uns hervorragend gelaufen, die braucht keine Promotion, die ist verkauft. Ich wollte eine Tournee spielen mit schlechtesten Vorzeichen, um einmal zu sehen, wo ich stehe. Ich wollte ohne Hit kommen und in eine Zeit hinein, die vielleicht gar nicht so günstig ist. Ich denke, dass mir das anerkannt werden wird, von den Fans auf jeden Fall […] und es läuft sehr gut.“

Band-Backstagepass von Peter Paul Skrepek

Im Vergleich zu den Konzerten in den 1980er-Jahren spielte Falco nur mit einer einfachen Band-Besetzung. Der Grund dafür war, dass Falco in Clubs spielen wollte. Laut Aussage des Bandmitglieds Thomas Rabitsch wollte Falco wieder näher zum Publikum.

„Ich habe einen zu schnellen, zu unnatürlichen Sprung von den Clubs, von denen ich herkomme, in die Riesenhallen gemacht.“

Die Proben fanden zuerst in der Brunnengasse in Wien-Ottakring statt, danach übersiedelt die Band in ein Zelt der Bank Austria. Dort fand später auch ein Konzert statt. Damals wurden nach langer Zeit wieder Songs aus dem gefloppten Album Data de Groove gespielt, so beispielsweise Neo Nothing – Post of All oder Alles im Liegen.
In München wurde einige Zeit davor bei einem ehemaligen Flughafen auch ein Konzert vor rund 25 Personen gespielt. Eigentlich wollte Falco diesen Auftritt wegen der geringen Zuseherzahl absagen, allerdings meinte er, das erschienene Publikum sei das Richtige.

„Es war vielleicht sogar teilweise ein geilerer Gig, als die 100.000 auf der Donauinsel. Also diese kleineren Dinge – es war arg für mich, das mitzuerleben.“

Zum 10-jährigen Jubiläum des Donauinselfests trat Falco mit seiner Band im Juni 1993 ebendort vor rund 100.000 Zuschauern auf. Das Konzert war der letzte Auftritt auf seiner Tour 1993. Allerdings wurden im Anhang an die Tournee weitere Konzerte 1994 abgehalten.

## Konzert auf der Donauinsel
Das Konzert beinhaltete hauptsächlich Lieder aus den Alben Einzelhaft, Junge Roemer, Falco 3 und Emotional. Von Stücken aus den aktuelleren Alben wie bei anderen auf der Tournee abgehaltenen Konzerten aus Wiener Blut, Data de Groove oder Nachtflug wurden lediglich von letztgenanntem Titanic und Nachtflug vorgetragen.
Einige Songs spielte Falco persönlich am E-Bass, darunter sein erstes auf Single veröffentlichtes Lied Ganz Wien. Auffällig am Auftritt gegenüber den einzelnen Studiosessions ist, dass Falco bei einem Großteil seinen üblichen Rap ablegt, sondern zu einem fließenden Gesang übergeht.
Zu einem nahezu lebensgefährlichen Ereignis kam es, als Falco das Lied Nachtflug sang: nachdem es zu regnen begonnen hatte, zog ein starkes Gewitter auf und ein Blitz schlug in die Bühne ein. Obwohl niemand verletzt war, fiel kurzfristig die Bühnentechnik aus.
Nach einiger Zeit konnte die Band aber weiterspielen. Bevor Falco sein letztes Stück für das Konzert, Helden von heute, sang, war der Auftritt unterbrochen worden, weil durch den Regen Wasser in einige Verstärker gelangte.

## Veröffentlichung und Vertrieb
Die DVD wurde am 14. April 2004 als L.I.V.E. Donauinsel + Stadthalle bei Point Music auf den Markt gebracht. Zusätzlich erschien eine Audio-CD, die allerdings nur die Aufnahme vom Konzert auf der Donauinsel enthielt. Beide Veröffentlichungen enthielten Bilder von Auftritten auf der Nachtflug-Tournee 1993/94. Innerhalb kürzester Zeit war die DVD fast ausverkauft, im Handel waren nur mehr Restposten vorhanden, außerdem wurde die erste Veröffentlichung später sogar verboten, da die Firma Point Music weder dem Produzenten noch die Songrechte bezahlte. Der Produzent, Thomas Rabitsch, versprach darauf, dass es ein Reissue geben würde.
Zum 25. Donauinselfest, das zwischen 5. und 7. September 2008 stattfand, wurde die DVD mit der CD als Kombo-Pack schließlich neu im Vertrieb von Sony Music Entertainment Austria, dem früheren Label Sony BMG veröffentlicht. Das Design wurde für das Re-Release komplett erneuert, so heißt die neue Version Donauinsel Live (vgl. Original-Veröffentlichung L.I.V.E. Donauinsel). Außerdem wurden bislang ungezeigte Kameraperspektiven von Amateurfilmern für die DVD eingefangen.
Der Charteintritt in Österreich erfolgte erst im Juli 2013.

## Rezeption

### Tournee
Die Erwartungen für die Tournee waren nicht sehr hoch, von Seiten der Medien wurde ein Flop prognostiziert, da die letzte Tour von Falco (1988) wegen zu geringem Interesse abgesagt wurde. Die Kritiker erwarteten gar leere Hallen. Besonders gut rezipiert wurde das Konzert im Bank-Austria-Zelt auf der Donauinsel. Beispielsweise titelte der Musikexperte der Zeitung Der Standard Christian Schachinger am 12. Mai 1993 „Schutzpatron des Überschmähs – Falco verweist im Wiener Bank-Austria-Zelt auf bessere Zeiten des Austropop“. Er lobte Falcos erfahrenes, aber erfrischendes Auftreten. Am selben Tag schrieb der Kurier „Siegeszug des Falken – mit der Nachtflug-Tournee hat Falco endgültig sein Comeback geschafft“.

### Wiederveröffentlichung
Allgemein kam die Aufnahme vom Donauinselfest in den Medien sehr gut an. Der Journalist Robert Innerhofer von der Zeitschrift skug – Journal für Musik verlieh der Wieder-Veröffentlichung in seiner Wertung 5 von 5 möglichen Punkten.

„Der Falke und seine Band kehrten 1993 gemeinsam auf die Bühne zurück. Bei diesem finalen Gig am 10. Donauinselfest flogen mit ihnen 100.000 Fans durch eine künstlerisch und dramaturgisch außergewöhnliche Nacht. Unter Blitz und Donner.“

Auch das Internetportal CDstarts fand durchwegs positive Worte und lobte Falco als „das einzige Äquivalent am europäischen Festland zu Freddie Mercury“. Einziger Kritikpunkt war das Fehlen seines erfolgreichsten Songs, Rock Me Amadeus.

„Vom ersten Moment an bekommt man das Gefühl, dass da eine Menge Erfahrung auf der Bühne steht, denn so starr Falco auf der Bühne immer wieder erscheint und wenn seine Gestik öfters nicht zur Mimik passt, muss sich der Österreicher keine Sorgen machen, da er in Aufnahmequalität die Stücke zum Besten gibt und das Publikum fasziniert.“

Das DVD-Portal DVD-Headquarters findet einerseits das Remaster des Tons gelungen, andererseits sei die Bildqualität eher schlecht. Besser bewertet das Internetportal Monsters and Critics die Aufnahme, allerdings bemängelt es die Fortführung der posthumen Vermarktung Falcos.

## Kommerzieller Erfolg
Die erste Veröffentlichung der DVD schaffte es auf Platz 1 der österreichischen Musik-DVD-Charts und stieg nach der 26. Woche aus. Nur 2 Monate später war sie wieder in der Wertung zu finden und blieb dort ganze weitere 47 Wochen. Weitere Wiedereinstiege fanden 2006, 2007 und 2008 statt, obwohl die DVD am Markt kaum mehr zu finden war. Die CD wurde bis dato noch nicht in den Ö3 Austria Top 40 gelistet. Der Rerelease der DVD konnte sich im September 2008 genauso wie die Erstveröffentlichung an die Spitze der österreichischen Charts setzen und bekam nach kürzester Zeit den Goldstatus von der österreichischen Musikindustrie verliehen.
Die Erstausgabe der DVD wurde 2005 mit einem Amadeus Award ausgezeichnet, die wiederveröffentlichte Version war 2009 ebenfalls in der Kategorie „Musik-DVD“ nominiert.